# 윤옥환
윤옥환(尹鈺煥, 1962년~)은 대한민국의 평화운동가이다.
2001년부터 192개국, 30만㎞가 넘는 거리를 자전거로 횡단하면서 원 코리아 원 월드(One Korea, One World)라고 적힌 옷을 입고 길에서 만난 외국인들에게 남북한 분단 상황을 알리고 통일 필요성을 호소하는 등 남북의 평화통일을 호소했다.
2012년 6월에는 영국 국회가 남북통일에 관심을 가져줄 것을 촉구하며 영국 국회의사당 앞 공원에서 40일간 단식 천막농성을 하기도 했다.